# Maxillariella arbuscula
Maxillariella arbuscula är en orkidéart som först beskrevs av John Lindley, och fick sitt nu gällande namn av Mario Alberto Blanco och Germán Carnevali. Maxillariella arbuscula ingår i släktet Maxillariella och familjen orkidéer. Inga underarter finns listade i Catalogue of Life.